# 函館市文学館
函館市文学館（はこだてしぶんがくかん）は、北海道函館市末広町にある文学館。石川啄木など主に函館市にゆかりのある作家に関連する資料約250点を収蔵・展示している。所在地は北海道函館市末広町22-5。

## 沿革
- 1921年（大正10年） - 第一銀行函館支店建物として竣工。
- 1964年（昭和39年）- 第一銀行函館支店が移転。翌年、北日本信用販売株式会社（現在の株式会社ジャックス）が購入し、本社社屋として使用[2]。
- 1989年（平成元年） - ジャックスが函館市に建物を寄贈[2]。
- 1993年（平成5年） - 函館市文学館として開館。
- 2013年（平成25年） - 老朽化していた中庭テラスを修繕。夏季限定で開放[3]。

## 概要
建物は1921年に竣工。設計は西村好時と八木憲一、施工は清水組。構造は、煉瓦および鉄筋コンクリート造・3階建てであり、花崗岩と茶色のタイルが調和した外観である。文学館として開館する以前に改修・修復工事が施された。函館市の「景観形成指定建築物」（第41号）に指定されている。
1階および2階が展示室となっており、函館ゆかりの作家の原稿や筆記用具などの常設展示のほか、函館市中央図書館所蔵の石川啄木コレクション「啄木文庫」の直筆資料が期間入替で展示されている。
最寄駅は函館市電「末広町」駅。

## 常設展示されている作家
- 石川啄木
- 今東光
- 長谷川海太郎
- 髙橋掬太郎
- 梁川剛一
- 久生十蘭
- 片平庸人
- 今日出海
- 水谷準
- 亀井勝一郎
- 長谷川四郎
- 齋藤玄
- 森本貞子
- 井上光晴
- 佐藤泰志
- 宇江佐真理
- 辻仁成

## 函館市総合ミュージアム（仮称）構想
2022年（令和4年）に市は、同館と市立函館博物館、市立函館博物館郷土資料館（旧・金森洋物店）、函館市北方民族資料館、函館市北洋資料館を集約する計画を公表した。